# Mistrzostwa Polski w kolarstwie przełajowym 1969
Mistrzostwa Polski w kolarstwie przełajowym 1969 odbyły się w Radomiu.

## Wyniki
- Franciszek Surmiński (LKS Zarzewie Prudnik)[1]
- Paweł Świderski (Spójnia Starosielce)
- Kazimierz Wilczek (Górnik Klimontów)